# ヨーロッパVLBIネットワーク
ヨーロッパVLBIネットワーク (European VLBI Network, EVN)は、超長基線電波干渉法(VLBI)を用いてヨーロッパの国々に配置された電波望遠鏡を結合しひとつの巨大な電波望遠鏡として使うシステムである。1980年にヨーロッパの5つの電波天文学研究機関が共同体(the European Consortium for VLBI)を作ったのがその始まりである。その後現在までにEVNは西ヨーロッパ8カ国の9研究所、12の電波望遠鏡を結ぶとともに、ポーランド、ロシア、ウクライナ、中国、南アフリカにある電波望遠鏡も参加する巨大なシステムに成長した。スペインとイタリアにある電波望遠鏡を参加させる計画も現在検討されており、さらにイギリス・ジョドレルバンク天文台の7素子VLBI網MERLINやアメリカの超長基線アレイ(VLBA)と結合させた『グローバル・ネットワーク』の構築も可能である。1993年には、EVNを運営する欧州VLBI合同研究所(Joint Institute for VLBI in Europe, JIVE)がオランダ天文学研究財団(ASTRON)をホスト機関として設立された。JIVEは観測者向け研究支援と相関器設備を提供する。VLBIによって超高空間分解能観測が可能になり、遠方にある銀河系外電波源の撮像観測のみならず、測地学や位置天文学などにも使われている。

## e-EVN
2004年から、各望遠鏡を光ファイバーで直接結ぶe-VLBIと呼ばれる手法がEVNにも取り入れられ始めた。従来のVLBIでは各望遠鏡で磁気テープやハードディスクに記録されたデータを持ち寄って相関処理する必要があったが、e-VLBIではデータは光ファイバーを通じて即座に相関処理にかけられる。このため、X線連星のフレアや超新星爆発、ガンマ線バーストなどの突発天体の観測に威力を発揮する。EXPReSは、国内の研究用光ファイバーネットワークとヨーロッパ全域にわたる研究用ネットワーク回線GÉANT2を用いて、6大陸にある16台の高感度電波望遠鏡とJIVEにあるEVNデータ処理施設をギガビット回線で結ぶ。既にあるネットワークを増強し、相関器もこの16台の望遠鏡が取得したデータを1Gbit/sの速度で処理できるように改良する計画である。